# Erdalen-Ereignis
Das Erdalen-Ereignis war ein holozäner Kälterückfall um 7400 v. Chr. Es zeichnete sich durch Gletschervorstöße in Norwegen und niedrige Seespiegel in Südschweden aus, in China entsprach es einer Kältephase.

## Definition

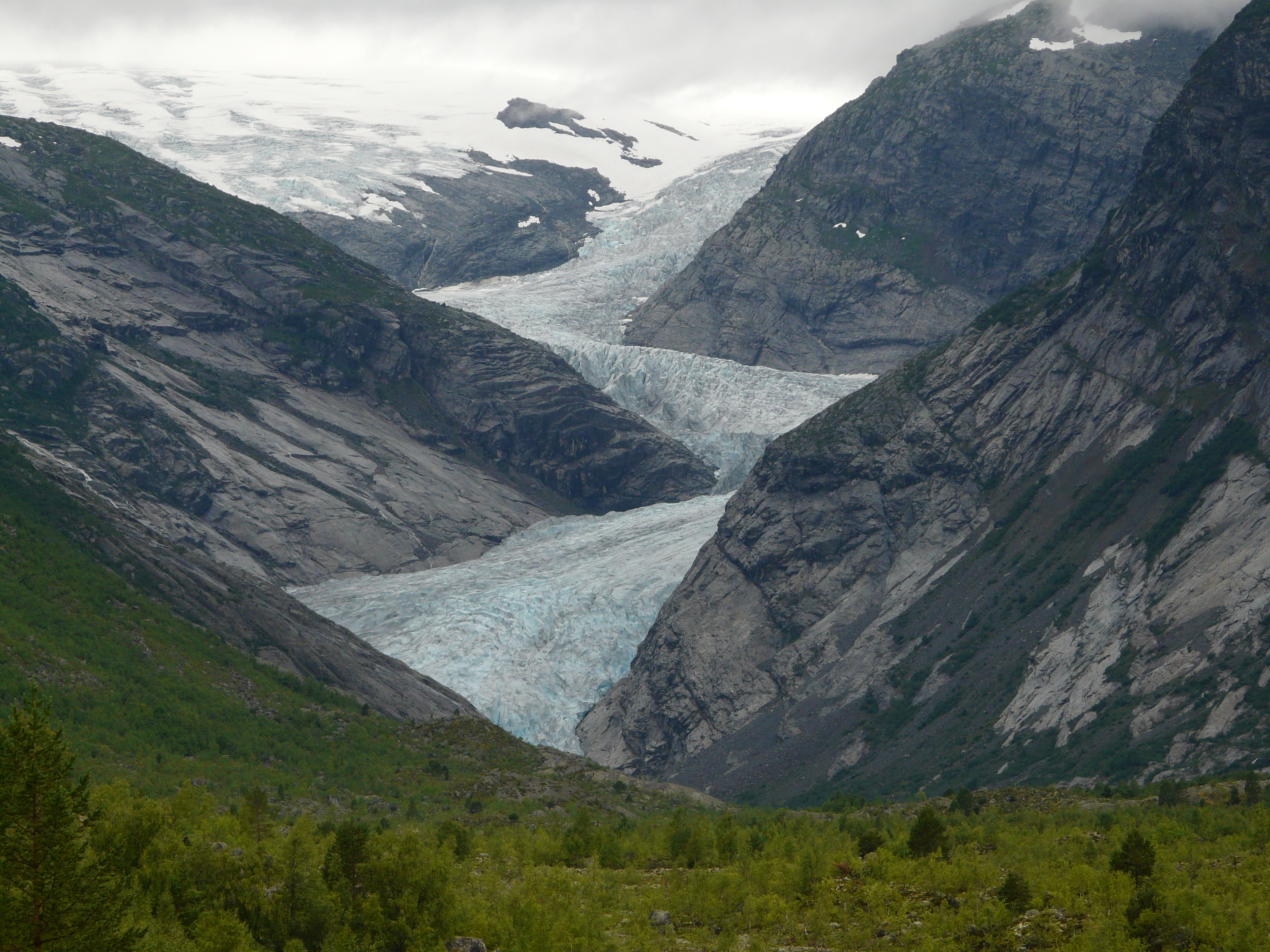
Der Jostedalsbreen

Das Erdalen-Ereignis, im Englischen als Erdalen event bezeichnet, wurde nach dem U-förmigen Gletschertal Erdalen (bzw. Erdal) benannt. Das in Nordwestrichtung verlaufende Tal geht vom Erdalsbreen aus, einer Gletscherzunge des Jostedalsbreen. Die dem Ereignis zugeordnete Endmoräne liegt noch über 1 Kilometer unterhalb der aus der kleinen Eiszeit stammenden Endmoräne.
Neben der Typlokalität wurden Moränen vergleichbarer Stellung auch in vielen anderen Gletschertälern Norwegens gefunden.

## Datierung
Das Alter des an der Grenze vom Präboreal zum Boreal erfolgenden Kälterückfalls schwankt je nach Autor zwischen rund 8300 und 7000 v. Chr. (eingeengt meist auf 8300 bis 7700 v. Chr.). Eine genauere Datierung konnte von Eikeland (1991) an Seesedimenten vorgenommen werden. Die Untersuchung ergab Radiokohlenstoffalter, die sich zwischen 9460 und 9060 BP bewegten. Dies entspricht dem Zeitraum 8854 bis 8245 v. Chr. Nesje und Kvamme (1991) fanden 9100 ± 200 Radiokohlenstoffjahre entsprechend dem Zeitraum 8295 bis 7910 Jahre v. Chr. bzw. neu kalibriert mit CalPal 8571 bis 7996 Jahre v. Chr.

## Beschreibung
Das Erdalen-Ereignis ist zum Bond-Ereignis 6 äquivalent. Letzteres zeichnet sich durch ein Kältemaximum um 7800 v. Chr. und Gletschervorstöße um 7600 v. Chr. aus, gefolgt von einem Trockenheitsmaximum um 7500 v. Chr. Der Jostedalsbreen beispielsweise war zwischen 8100 und 7600 v. Chr. deutlich am expandieren. Sehr ähnlich reagierten auch der nördliche Folgefonna, Grovabreen, der Hardangerjökul, der zentrale Jotunheimen und die Snøhetta. In Deutschland korreliert das Erdalen-Ereignis mit der vom Holzmaar beschriebenen Borealen Schwankung (engl. Boreal Oscillation).
Das Erdalen-Ereignis war ein recht bedeutender Kälterückfall, erkennbar an einer Absenkung der Firngrenze um bis zu 325 Meter. Der Kälterückfall war von einer Reduzierung des Niederschlags um bis zu 71 % begleitet, wie Berechnungen von Dahl und Nesje (1992) zeigen. Gleichzeitig gingen die Sommertemperaturen um 3,0 + 0,2/-0,3 °C zurück.

## Ursachen
Als Hauptursache für das Erdalen-Ereignis wird der enorme Süßwasserzustrom in den Nordatlantik und in den Arktischen Ozean angesehen; die rasante Temperaturerhöhung zu Beginn des Holozäns hatte nämlich zu einem bedeutenden Abschmelzen der Eisschilde und des Packeises geführt, welches sich in einem jähen Meeresspiegelanstieg niederschlug.